# Tucker Poolman
Tucker Poolman (né le 8 juin 1993 à Dubuque dans l'État d'Iowa aux États-Unis) est un joueur professionnel américain de hockey sur glace. Il évolue au poste de défenseur.

## Statistiques
| Saison     | Équipe                       | Ligue      |     | Saison régulière | Saison régulière | Saison régulière | Saison régulière | Saison régulière |   | Séries éliminatoires | Séries éliminatoires | Séries éliminatoires | Séries éliminatoires | Séries éliminatoires |
| Saison     | Équipe                       | Ligue      | PJ  | B                | A                | Pts              | Pun              | PJ               | B | A                    | Pts                  | Pun                  |                      |                      |
| 2011-2012  | Wildcats de Wichita Falls    | NAHL       | 59  | 7                | 22               | 29               | 29               | -                | - | -                    | -                    | -                    |                      |                      |
| 2012-2013  | Lancers d'Omaha              | USHL       | 64  | 14               | 14               | 28               | 49               | -                | - | -                    | -                    | -                    |                      |                      |
| 2013-2014  | Lancers d'Omaha              | USHL       | 58  | 15               | 26               | 41               | 23               | 4                | 1 | 3                    | 4                    | 4                    |                      |                      |
| 2014-2015  | Université du Dakota du Nord | NCHC       | 40  | 8                | 10               | 18               | 16               | -                | - | -                    | -                    | -                    |                      |                      |
| 2015-2016  | Université du Dakota du Nord | NCHC       | 40  | 5                | 19               | 24               | 4                | -                | - | -                    | -                    | -                    |                      |                      |
| 2016-2017  | Université du Dakota du Nord | NCHC       | 38  | 7                | 23               | 30               | 14               | -                | - | -                    | -                    | -                    |                      |                      |
| 2017-2018  | Jets de Winnipeg             | LNH        | 24  | 1                | 1                | 2                | 0                | 2                | 0 | 0                    | 0                    | 0                    |                      |                      |
| 2017-2018  | Moose du Manitoba            | LAH        | 17  | 1                | 9                | 10               | 4                | -                | - | -                    | -                    | -                    |                      |                      |
| 2018-2019  | Moose du Manitoba            | LAH        | 43  | 5                | 20               | 25               | 10               | -                | - | -                    | -                    | -                    |                      |                      |
| 2019-2020  | Jets de Winnipeg             | LNH        | 57  | 4                | 12               | 16               | 24               | 4                | 0 | 0                    | 0                    | 2                    |                      |                      |
| 2020-2021  | Jets de Winnipeg             | LNH        | 39  | 0                | 1                | 1                | 2                | 8                | 1 | 1                    | 2                    | 0                    |                      |                      |
| 2021-2022  | Canucks de Vancouver         | LNH        | 40  | 1                | 2                | 3                | 12               | -                | - | -                    | -                    | -                    |                      |                      |
| 2022-2023  | Canucks de Vancouver         | LNH        | 3   | 0                | 1                | 1                | 0                | -                | - | -                    | -                    | -                    |                      |                      |
| Totaux LNH | Totaux LNH                   | Totaux LNH | 163 | 6                | 17               | 23               | 38               | 14               | 1 | 1                    | 2                    | 2                    |                      |                      |

## Trophées et honneurs personnels
- 2013-2014 :
  - participe au Match des étoiles de l'USHL
  - nommé dans la première équipe d'étoiles de l'USHL
  - remporte le Dave Tyler Junior Player of the Year Award du meilleur joueur junior américain
- 2016-2017 :
  - nommé meilleur défenseur défensif de la NCHC
  - nommé dans la première équipe d'étoiles de la NCHC
  - nommé dans la première équipe d'étoiles de la région Ouest de la NCAA